# Freistudentenschaft

Vorstand der Wildenschaft an der Universität Zürich (1908)

Als Freistudentenschaft (auch: Freie Studentenschaft, Finkenschaft oder Wildenschaft) bezeichneten sich die Zusammenschlüsse der nichtkorporierten Studenten, die sich – nach vereinzelten früheren Ansätzen – verstärkt seit den 1890er Jahren unter dem Einfluss der Jugendbewegung an den deutschen Hochschulen verbreiteten. Die freistudentische Bewegung gilt – nach der Urburschenschaft und dem Progress – als dritte Reformbewegung innerhalb der Studentenschaft des 19. Jahrhunderts und zugleich als Wegbereiterin der heutigen studentischen Selbstverwaltung.

## Geschichte
Seit den Zeiten der Urburschenschaft hatte es wiederholt Bemühungen gegeben, auch diejenigen Studenten, die keiner Studentenverbindung angehörten, zu einer allgemeinen Interessenvertretung zusammenzuschließen. Vor allem in den 1840er und 1850er Jahren entstanden im Zuge der sogenannten Progressbewegung an vielen Universitäten sogenannte Wildenschaften, so z. B. 1859 in Göttingen.
Der Name Wildenschaft (später vermehrt auch Finkenschaft) ging dabei auf Begriffe aus der traditionellen Burschensprache zurück, in der die Nichtkorporierten spöttisch als Wilde, Finken, Kamele oder Obskuranten bezeichnet wurden. Ab etwa 1900 setzte sich dann zunehmend die neutrale Bezeichnung Freistudentenschaft durch.
Nachdem sich die erwähnten frühen Zusammenschlüsse als kurzlebig erwiesen, kam es seit den 1890er Jahren zu einer neuerlichen Gründungswelle, z. B. in Freiburg 1892, Leipzig 1896, Halle und Königsberg 1898, Berlin und Stuttgart 1899. Nach der Gründung des Dachverbands Deutsche Freie Studentenschaft im Jahre 1900 verbreitete sich die Bewegung in kurzer Zeit an nahezu allen Hochschulen des Reiches.

### Soziale Herkunft der Freistudentenschaft

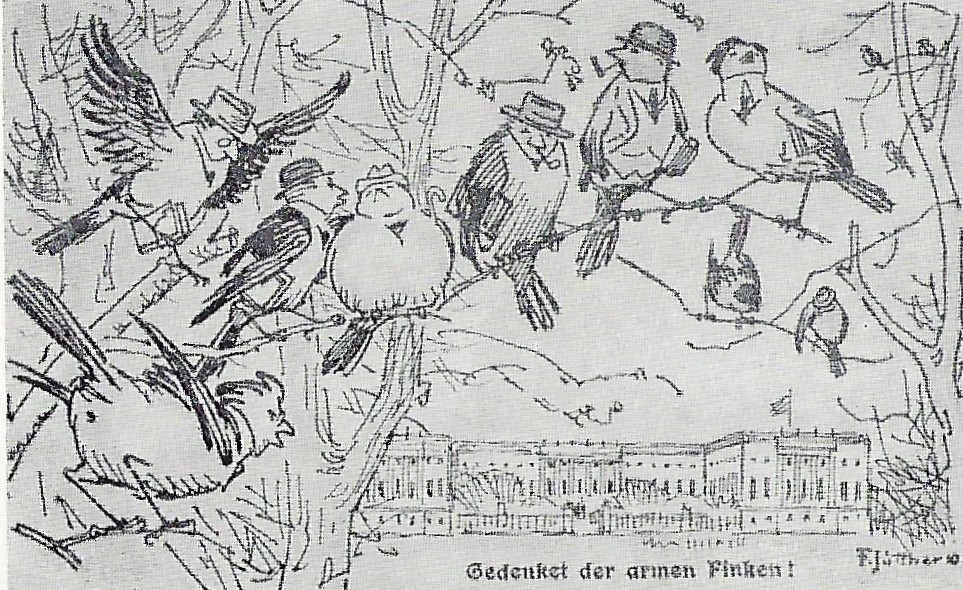
„Gedenkt der armen Finken“ (F. Jüttner, 1910)

Die Herkunftsfamilien der Freistudenten setzten sich zu einem hohen Anteil aus den neuen Mittelschichten zusammen, zu denen „kaufmännische Angestellte, untere Beamtenschichten, nichtakademische Lehrer und technische Berufe gerechnet werden“. Zudem stammten sie aus eher liberalen Elternhäusern. Von ihnen wurden sie – ähnlich wie die Wandervögel – zur Rebellion gegen die traditionellen Formen des Studentenlebens ermutigt. Die Freistudentenschaft wurde daher oft auch als Klassenkampf-Bewegung wahrgenommen.

### Wegbereiter der allgemeinen Studentenvertretung
Obwohl von den etablierten Studentenverbindungen als Verein der Vereinslosen verspottet, verstanden sich die Freistudentenschaften ursprünglich nicht als neue Korporation neben anderen, sondern erstrebten – wie schon die Urburschenschaft und der Studentische Progress – stattdessen die Schaffung gesamtstudentischer Vertretungen auf der Basis allgemeiner Wahlen. Nach längeren Auseinandersetzungen mit Hochschulbehörden und Korporationen, die ihren Alleinvertretungsanspruch bedroht sahen, beschränkten sich die Freistudentenschaften schließlich auf die Interessenvertretung der Nichtkorporierten, um auf dieser Basis dann gemeinsam mit den Verbindungen die ersten Allgemeinen Studentenausschüsse bilden zu können. Die Schaffung einer studentischen Vertretung auf gesamtstaatlicher Ebene gelang aber erst nach dem Ersten Weltkrieg in Gestalt der 1919 gegründeten Deutschen Studentenschaft.

### Selbsthilfe und Toleranzprinzip
Da in den Freistudentenschaften – anders als in den zumeist elitären Verbindungen – nicht selten auch Studierende kleinbürgerlicher Herkunft aktiv waren, entwickelten sie bereits vor dem Ersten Weltkrieg verschiedene Formen der Selbsthilfe für bedürftige Kommilitonen (Leihbüchereien, verbilligte Einkaufsläden, Arbeitsvermittlungen, Mensen), die später von den verfassten Studentenschaften bzw. den Studentenwerken weitergeführt wurden. Außerdem trat die Freistudentenbewegung für eine zeitgemäße Reform des Studiums (Studium Generale als Ergänzung zum Fachstudium) ein und verschrieb sich der sozialen Öffnung der Hochschule etwa durch Einrichtung sogenannter Arbeiterbildungskurse.
In allgemeinpolitischen Fragen verpflichtete sie sich anfangs zu strikter Neutralität – weil sie sich zum einen eben bereits als Vorform der zu schaffenden allgemeinen Studentenvertretung fühlte und zum andern auch die geistige Mobilmachung einiger Korporationen (v. a. Burschenschaften und VDSt) ablehnte: „Die Freie Studentenschaft nimmt in religiösen und parteipolitischen Angelegenheiten unter keinen Umständen Stellung“, heißt es etwa in ihren Weimarer Richtlinien aus dem Jahr 1913.

### Auflösung nach 1918
Nach dem Ersten Weltkrieg verlor die Freistudentenschaft als eigenständige Bewegung schnell an Bedeutung, zumal sie mit der flächendeckenden Errichtung verfasster Studentenschaften ab 1920 ihr Hauptziel erreicht hatte. So widmeten sich viele Freistudenten nunmehr der praktischen Sozialarbeit in den neu entstandenen Studentenwerken oder engagierten sich in den Hochschulgruppen der politischen Parteien. Der vaterländisch gesinnte Flügel der Freistudentenschaft ging dagegen zum größten Teil in völkisch-nationalistischen Gruppierungen (Jungdeutscher Orden, Deutsche Gildenschaft, Deutscher Hochschulring) auf.

## Bekannte Freistudenten
Walter Benjamin, Walter A. Berendsohn, Arnold Bergstraesser, Immanuel Birnbaum, Rudolf Carnap, Eugen Diederichs, Alfred Döblin, Fritz Elsas, Ludwig Feuchtwanger, Wilhelm Flitner, Hans Freyer, Adolf Grimme, Romano Guardini, Ernst Heilmann, Karl Korsch, Carl Landauer, Susanne Leonhard, Kurt Lewin, Helmuth Plessner, Gustav Radbruch, Bernhard Reichenbach, Hans Reichenbach, Alexander Rüstow, Alexander Schwab, Paul Ssymank, Otto Suhr, Arnold Zweig